# Робледольяно
Робледольяно (ісп. Robledollano) — муніципалітет в Іспанії, у складі автономної спільноти Естремадура, у провінції Касерес. Населення — 386 осіб (2010).
Муніципалітет розташований на відстані близько 180 км на південний захід від Мадрида, 75 км на схід від Касереса.

## Демографія
Динаміка населення (INE ):